# Karjala Cup 2000
Der Karjala Cup 2000 ist seit 1996 die 5. Austragung des in Finnland stattfindenden Eishockeyturniers. Es ist Teil der Euro Hockey Tour, bei welcher sich die Nationalmannschaften Finnlands, Schwedens, Russlands und Tschechiens messen. Die Spiele fanden in Helsinki und Jönköping statt.

## Spiele
| 9. November 2000 | Finnland | 4:3 (2:0, 0:0, 2:3) | Russland | Helsinki |

| 9. November 2000 | Schweden | 4:1 (1:0, 3:0, 0:1) | Tschechien | Jönköping |

| 11. November 2000 | Finnland | 2:1 n. V. (1:0, 0:0, 0:1, 1:0) | Tschechien | Helsinki |

| 11. November 2000 | Russland | 0:2 (0:1, 0:1, 0:0) | Schweden | Helsinki |

| 12. November 2000 | Tschechien | 1:2 (1:1, 0:1, 0:0) | Russland | Helsinki |

| 12. November 2000 | Finnland | 6:1 (2:1, 3:1, 1:0) | Schweden | Helsinki |

## Tabelle
| Platz | Mannschaft | Spiele | S | S (OT) | N (OT) | N | T    | P |
| ----- | ---------- | ------ | - | ------ | ------ | - | ---- | - |
|       | Finnland   | 3      | 2 | 1      | 0      | 0 | 12:5 | 8 |
|       | Schweden   | 3      | 2 | 0      | 0      | 1 | 07:7 | 6 |
|       | Russland   | 3      | 1 | 0      | 0      | 2 | 05:7 | 3 |
| 4.    | Tschechien | 3      | 0 | 0      | 1      | 2 | 03:8 | 1 |

## All-Star-Team
| Angriff:      | Jukka Hentunen – Andreas Salomonsson – Timo Pärssinen |
| Verteidigung: | Leif Rohlin – Maarti Järventie                        |
| Tor:          | Mikael Tellqvist                                      |